# Fohnsdorf
Fohnsdorf osztrák község Stájerország Mura-völgyi járásában. 2017 januárjában 7715 lakosa volt.  

## Elhelyezkedése

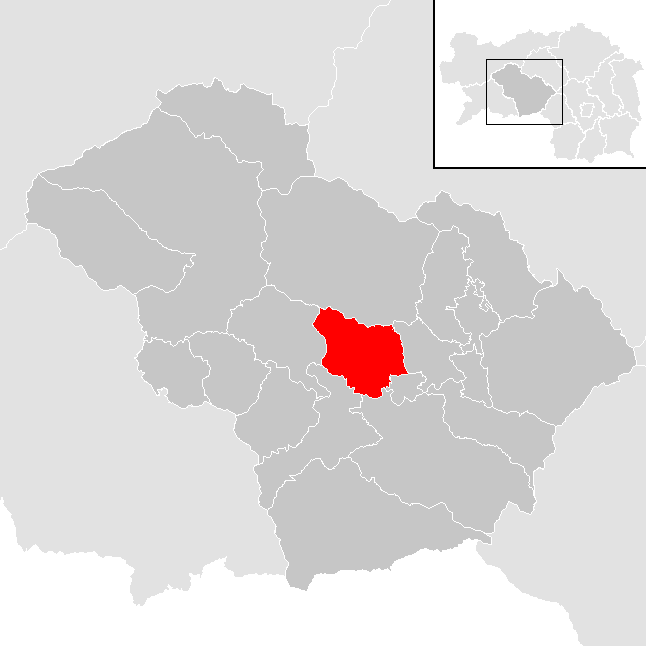
Fohnsdorf a Mura-völgyi járásban

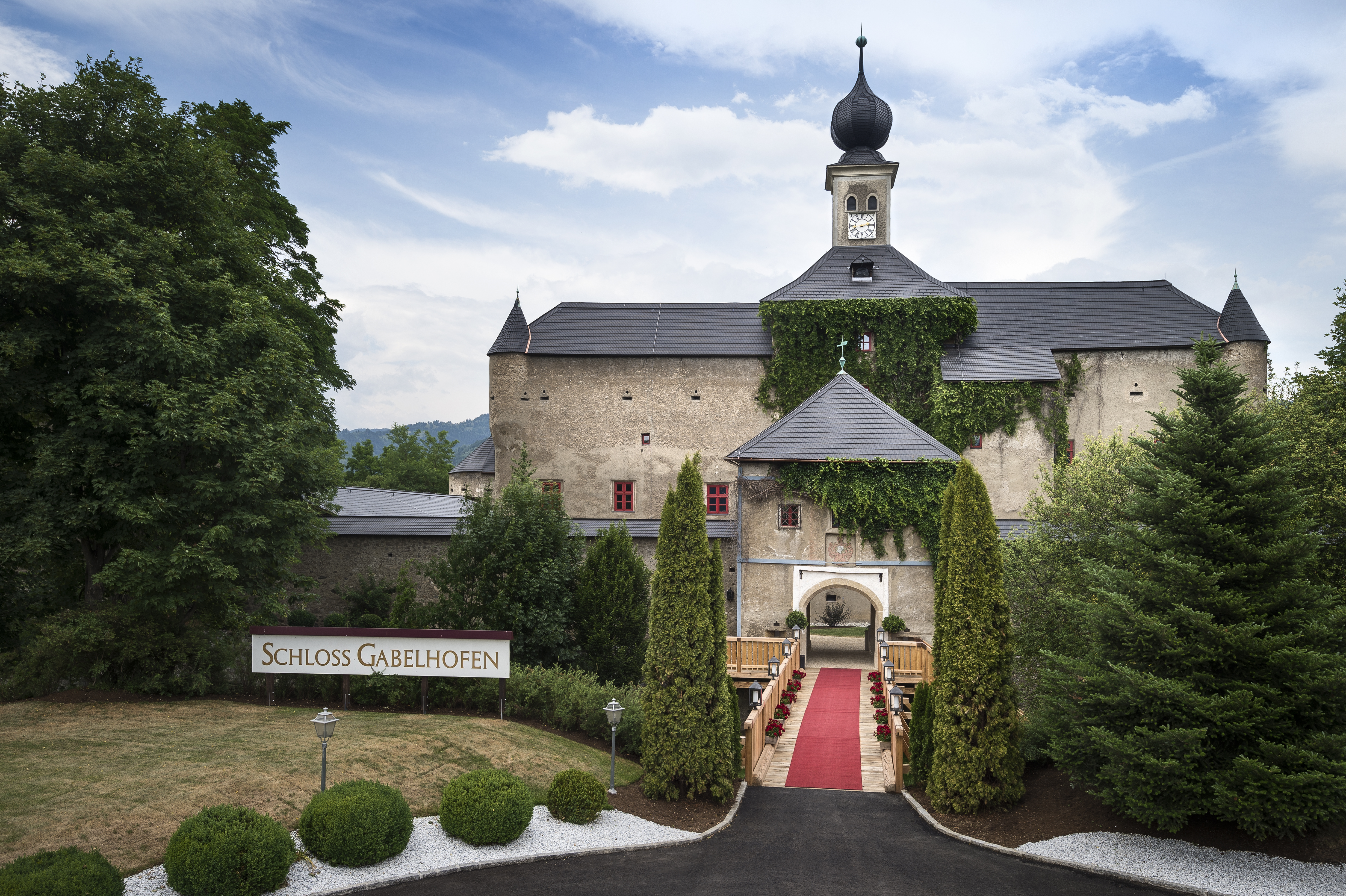
A Gabelhofen-kastély

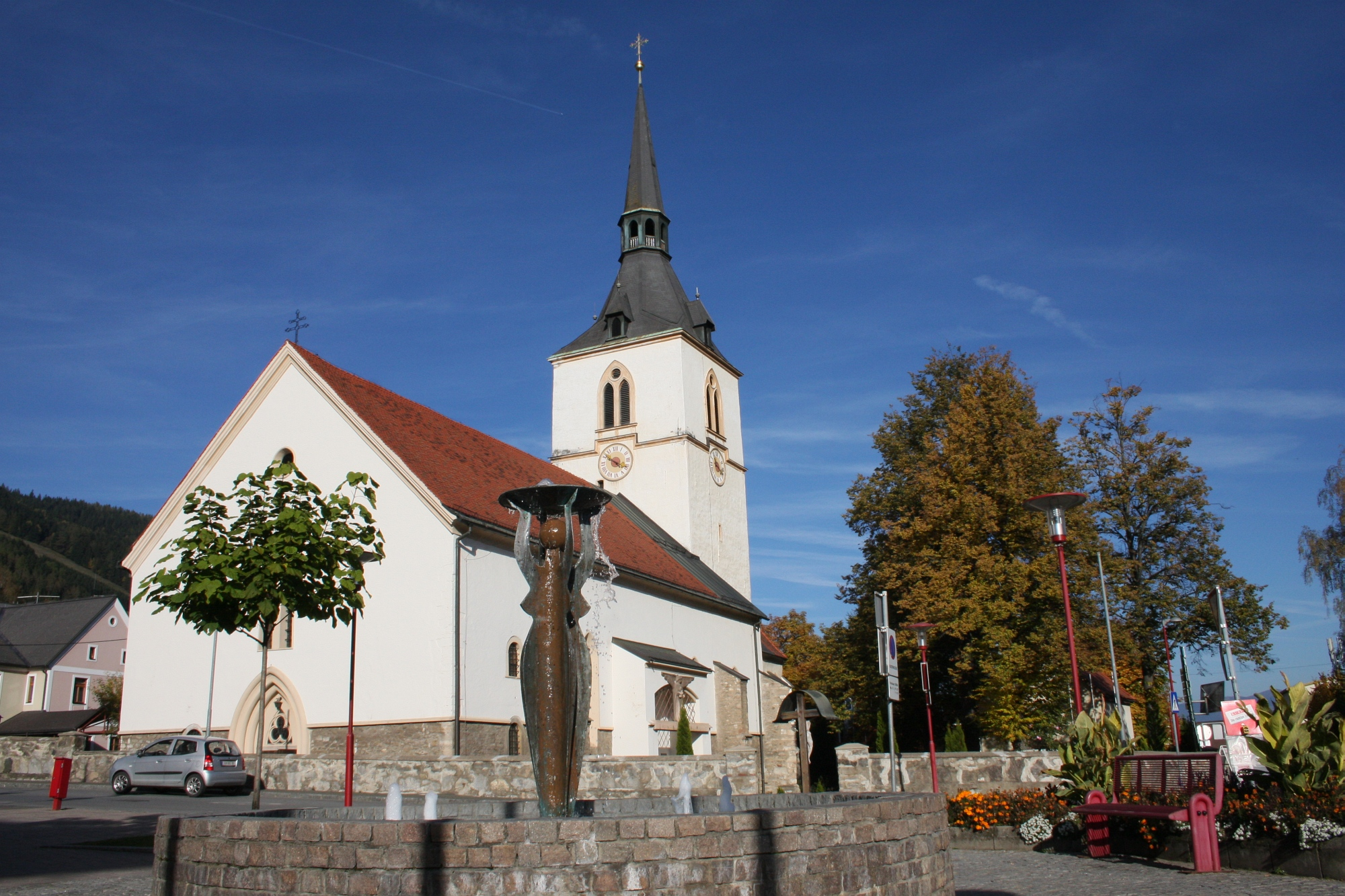
A Szt. Rupert-plébániatemplom

Fohnsdorf Felső-Stájerországban fekszik, az Aichfeld-medence északi peremén. Déli határának egy részét a Mura, a délkeletit az előbbibe ömlő Pöls alkotja. Rajtuk kívül legnagyobb folyóvizei a Dietersdorferbach és a Fohnsdorferbach. Legmagasabb pontja az 1451 méteres Hölzelkogel. Az önkormányzathoz 10 településrész és falu tartozik: Aichdorf (451 lakos), Dietersdorf (1827), Fohnsdorf-Nordwest (797), Fohnsdorf-Ost-Dinsendorf (848), Fohnsdorf-Südwest (537), Fohnsdorf-Zentrum (701), Hetzendorf (1049), Kumpitz (149), Sillweg-Rattenberg (544), Wasendorf (812).
A környező önkormányzatok: északra Gaal, keletre Spielberg, délkeletre Zeltweg, délre Weißkirchen in Steiermark, délnyugatra Judenburg, nyugatra Pöls-Oberkurzheim.

## Története
A hegyek között elhelyezkedő sík Aichfeld az újkőkor vége felé, kb i.e. 2000 körül népesült be. Fohnsdorf területén megtalálhatóak a vaskori Hallstatt-kultúra (i.e. 800-450) nyomai. A régió i.e. 15-től az 5. századig a Római Birodalom része volt; magában a községben nem találhatóak ennek nyomai, de a környező településeken számos leletre (főleg faragott kövekre) bukkantak. Az 5. században a romanizált lakosság Itáliába menekült, helyükre a 6. században szlávok települtek; hatásukról több  mai helynév árulkodik. A Frank Birodalom térhódításával a 9. században bajor parasztok és nemesek érkeztek; valószínűleg ekkor alapították Fohnsdorf templomát is.
A község első említése 1141-ből származik Fanestorf alakban. A feltételezések szerint neve "bánfalvát" jelent, ahol a b később f-re módosult.
Az 1805-ös pozsonyi békéig Fohnsdorf a salzburgi érsek tulajdona volt és a feudális nagybirtokok 1848-as megszüntetéséig területe hét földbirtokra oszlott. A szén nyíltszíni bányászata már 1670-ben megkezdődött Dietersdorfban. 1840-ig a szenet (illetve a hamuját) főleg timsó előállítására használták, a nagyüzemi bányászat csak a judenburgi és zeltwegi vasművek beindulása után kezdődött el. 1840 és 1845 között a termelés évi 18 tonnáról 3260 tonnára szökött fel. 1870-ben bevezették a vasutat és a bányászok odaköltöztetésével a falu lakossága meredek növekedésnek indult. 1874-ben Zeltweg és Farrach katasztrális községek önállósultak Fohnsdorf önkormányzatától. 1878-ban 1044 bányász dolgozott a szénbányákban, ami 1890-re 2500 főre nőtt; a Stájerországban kitermelt szén ötöde származott ekkor Fohnsdorf bányáiból.
Az első világháború utáni válság, majd a nagy gazdasági világválság jelentősen csökkentette a szénkeresletet, a háború előtti termelés azonban 1935-re visszaállt. A második világháború után a bányákat államosították. Az olaj térhódításával a szénbányászat egyre kevésbé volt gazdaságos és 1978-ra a termelést teljesen leállították.
1928-ban a szomszédos Kumpitz községből Dietersdorfot és Wasendorfot Fohnsdorfhoz kapcsolták. 1948-ban pedig Kumpitz többi részét is egyesítették a községgel.
2011-ben az elhibázott gazdasági fejlesztések (termálfürdők építése) miatt az önkormányzat fizetésképtelenné vált és Johann Straner polgármestert egy kormánybiztos váltotta fel.     

## Lakosság
A fohnsdorfi önkormányzat területén 2017 januárjában 7715 fő élt. A lakosságszám 1961-ben érte el a csúcspontját 11 517 fővel, utána a bányák fokozatos bezárása miatt meredeken visszaesett, 2001 óta pedig enyhén csökkenő tendenciát mutat. 2015-ben a helybeliek 94,8%-a volt osztrák állampolgár; a külföldiek közül 1,2% a régi (2004 előtti), 1,p% az új EU-tagállamokból érkezett. 1,4% a volt Jugoszlávia (Szlovénia és Horvátország nélkül) vagy Törökország, 0,7% egyéb országok polgára. 2001-ben a lakosok 74,5%-a római katolikusnak, 2,4% evangélikusnak, 1,8% mohamedánnak, 19,7% pedig felekezet nélkülinek vallotta magát. Ugyanekkor 13 magyar élt a községben.

## Látnivalók

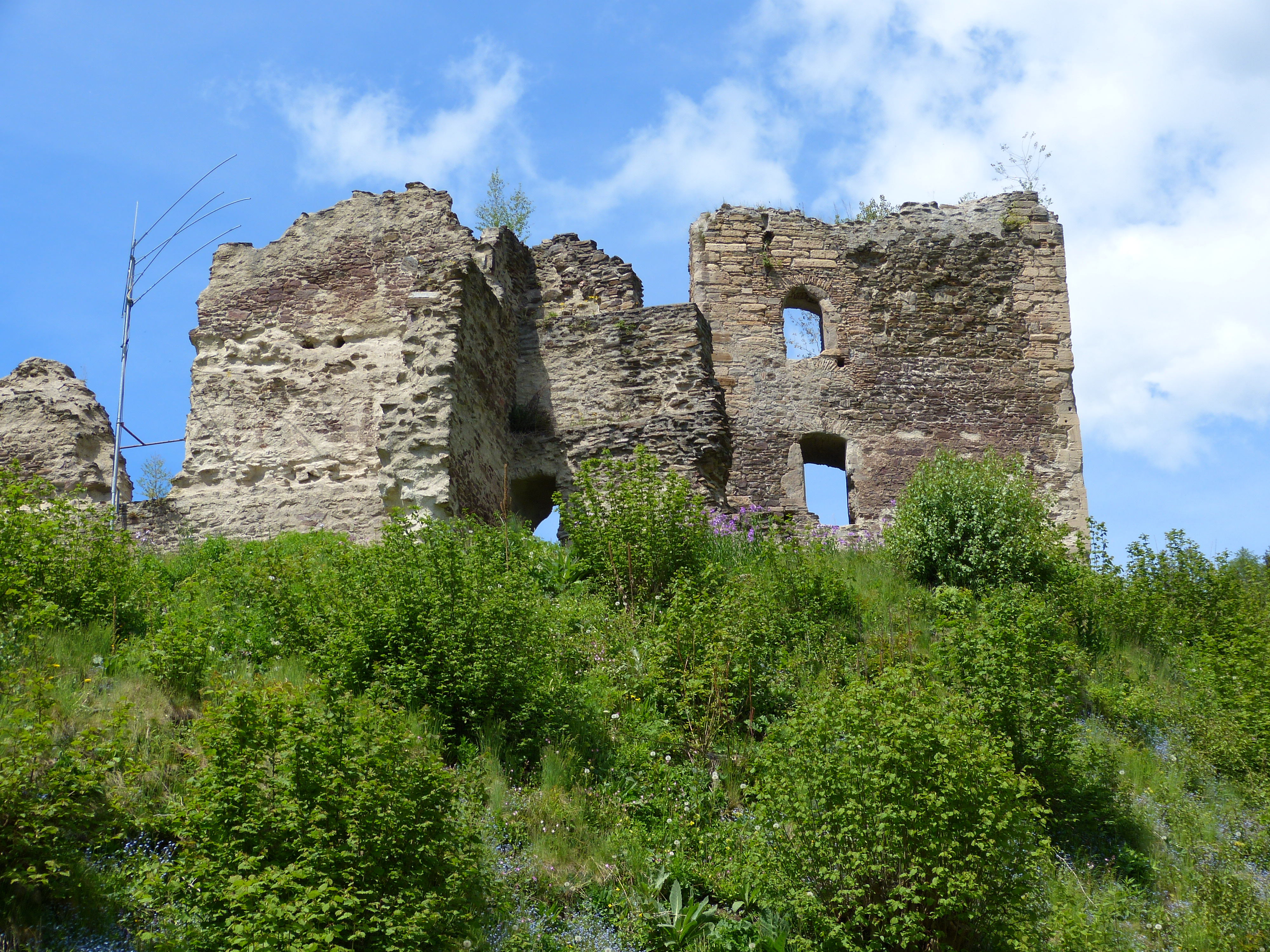
A fohnsdorfi várrom

- a Gabelhofen-kastélyban ma négycsillagos szálloda működik.
- a Szt. Rupert-plébániatemplom feltehetőleg az egész környék legrégebbi temploma. Először 1147-ben említik. Gótikus és részben román stílusú épület.
- a fohnsdorfi várrom
- a főtéren található a 17. században emelt, 1844-ben átépített Pernthalerhof.
- Sillweg Szt. György-temploma
- Aichdorf kápolnája
- a Wodzicki-bánya ipartörténeti emlék

## Híres fohnsdorfiak
- Sylvester Stadler (1910–1995) katonatiszt, a Das Reich SS-páncéloshadosztály parancsnoka
- Egon Pajenk (1950–2022) válogatott osztrák labdarúgó

## Fordítás
- Ez a szócikk részben vagy egészben  a   Fohnsdorf című német Wikipédia-szócikk ezen változatának fordításán alapul.  Az eredeti cikk szerkesztőit annak laptörténete sorolja fel. Ez a jelzés csupán a megfogalmazás eredetét és a szerzői jogokat jelzi, nem szolgál a cikkben szereplő információk forrásmegjelöléseként.